# Royal Charleroi Sporting Club

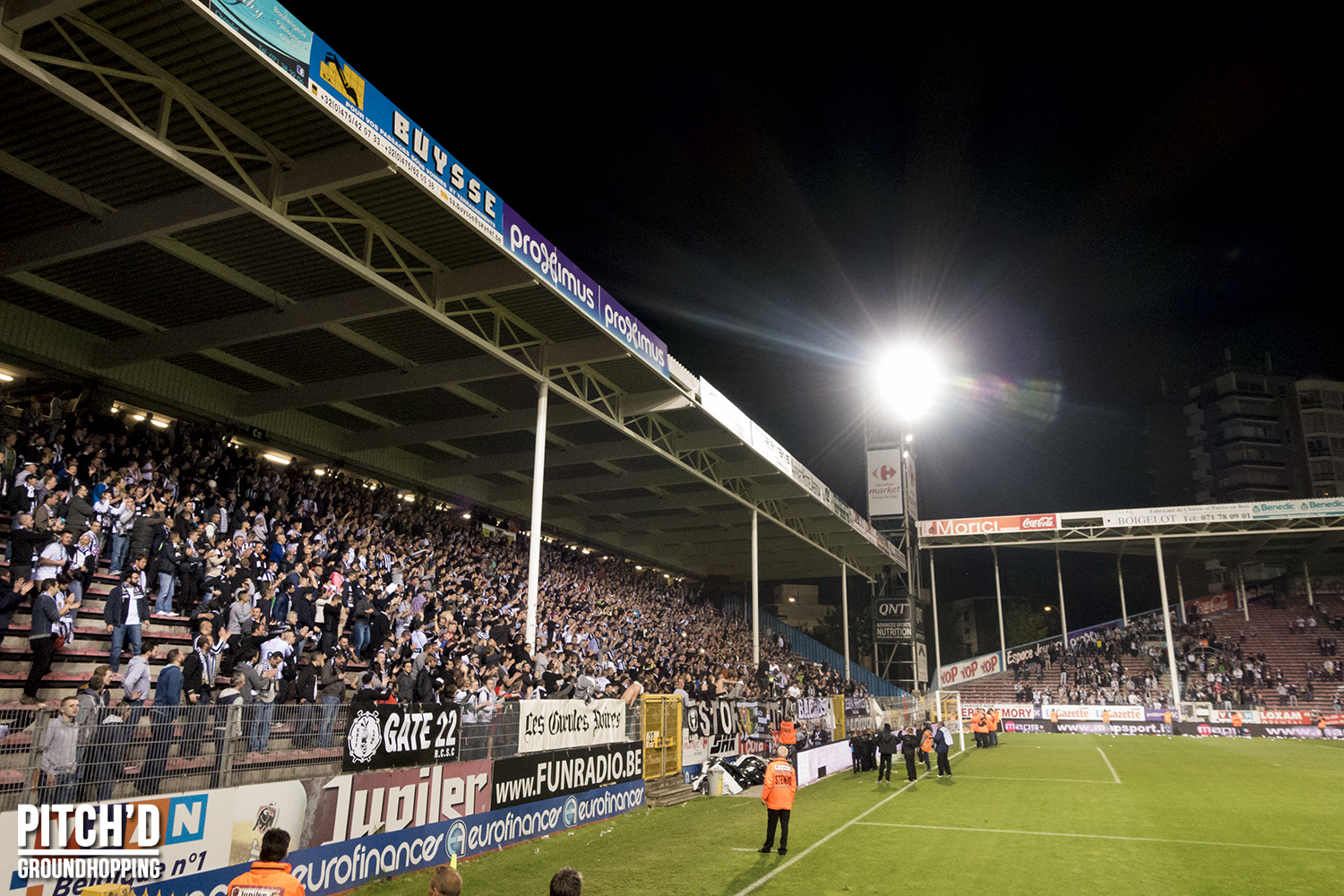
Stade du Pays de Charleroi

Royal Charleroi Sporting Club, of kortweg Sporting Charleroi, is een Belgische voetbalclub uit Charleroi. De club speelt vanaf seizoen 2012–2013 opnieuw in Eerste klasse na 1 jaar in Tweede Klasse te hebben vertoefd. Daarvoor had het 26 jaar (van 1985 tot 2011) ononderbroken in de hoogste afdeling gespeeld. De club is aangesloten bij de KBVB met stamnummer 22. De bijnaam De Zebra's komt van de truitjes met zwart/witte strepen en dook voor het eerst op in 1926.

## Geschiedenis

### Beginjaren
In 1904 richtten Bridoux, Bernus en Deguelde Charleroi Sporting Club op. De club legde zich vooral toe op voetbal en schermen. De eerste leden van de sportclub waren de drie oprichters en hun vrienden. Charleroi SC werd in 1904 ingeschreven bij de Belgische voetbalbond, maar ontving pas op 24 november 1907 de officiële inschrijving. Vanaf dan mocht het team aantreden in voetbalcompetities. Charleroi SC vertoefde vervolgens enkele jaren in het Belgisch provinciaal voetbal. Tijdens de beginjaren bleek de club op sportief vlak niet veel vooruitgang te boeken. Gedurende Wereldoorlog I werd beslist om het team grondig aan te passen. In de enkele officieuze wedstrijden die toen georganiseerd werden, kon Charleroi SC wel uitblinken. Na de Wereldoorlog startte Charleroi SC met een nieuwe lei. De club werd kampioen in Tweede Provinciale, maar kon in de eindronde geen ticket voor promotie afdwingen. Ook de volgende seizoenen greep de club net naast de promotie.
Het financiële aspect van de club werd steeds belangrijker. Om in de toekomst successen te kunnen behalen, besloten enkele kapitaalkrachtige heren om een coöperatie te starten. Onder meer Joseph Tirou en Arthur Regniers behoorden bij de oprichters. Tirou werd tevens de eerste voorzitter van de club. Onder impuls van de nieuwe coöperatie werd er ook voor het eerst een groot stadion gebouwd. In de Rue Spinois kwam er een stadion dat plaats bood aan zo'n 10.000 supporters. Het werd op kerstmis 1923 geopend. Een jaar later slaagde Charleroi SC er in om een reeks te stijgen. De club had enkele maanden voordien ook voor de eerste maal de derby tegen Olympic Charleroi gespeeld.
Gedurende de jaren '20 groeide Charleroi SC uit tot een liftploeg. De club wisselde voortdurend tussen Eerste en Tweede Provinciale. Eind jaren '20 kon de club voor het eerst enkele seizoenen overleven in Eerste Provinciale. Sterker nog, in 1929 werd Charleroi SC zelfs kampioen en mocht de club voor de eerste maal naar Tweede Klasse. Het werd een speciaal jaar voor Charleroi SC, want wegens het 25-jarige bestaan van de club werd de naam veranderd in Royal Charleroi SC.
Tijdens de jaren '30 groeide Charleroi uit tot een van de smaakmakers in Eerste Provinciale, hoewel de club regelmatig terugzakte naar Tweede Provinciale. Vooral de derby's tegen stadsgenoot Olympic Charleroi brachten veel volk op de been. Toen beide clubs uit Charleroi in 1936 op de eerste plaats eindigden, moest een testwedstrijd bepalen wie kampioen werd. Olympic trok aan het langste eind en zag hoe een jaar later Sporting Charleroi dan toch kampioen speelde.

### De eerste Bekerfinale
Net toen de club aan een sportieve opmars bezig was, brak Wereldoorlog II uit. Enkele nationale voetbalcompetities werden geannuleerd en in sommige regio's vervangen door regionale competities. In 1947 eindigde Charleroi als eerste in Tweede Klasse, net voor vicekampioen Stade Leuven. De club steeg voor de eerste keer naar Eerste Klasse. In het eerste seizoen kreeg Charleroi het moeilijk en flirtte het met de degradatie. Een jaar later werd de club knap vierde, na RSC Anderlecht, Standard Luik en Berchem Sport. René Thirifays zette de kroon op het werk en werd dat jaar topschutter met 24 doelpunten. In zowel 1951/52 als 1952/53 ontsnapten de Zebra's op nippertje aan de degradatie. Maar in 1956/57 was het dan toch zo ver. De club eindigde als laatste met 17 punten uit 30 wedstrijden. Na net geen tien seizoenen in Tweede Klasse maakte Charleroi terug zijn opwachting in de hoogste afdeling. De club was in 1966 vicekampioen geworden, na kampioen KSV Waregem, en had zo de promotie afgedwongen. De kersverse promovendus had het in eerste instantie moeilijk om te overleven in Eerste Klasse, maar werd in 1969 verrassend vicekampioen na Standard. Aanvoerder toen was Jean-Paul Spaute, die later nog voorzitter zou worden van de club. Lang duurde het succes echter niet want tijdens het seizoen 1970/71 werd Charleroi voorlaatste. Opmerkelijk is wel dat de Zebra's een jaar eerder nog Europees hadden gespeeld. In de op een na laatste editie van de Jaarbeursstedenbeker had Charleroi de tweede ronde bereikt. Een andere Belgische club, Anderlecht, had in diezelfde editie de finale gehaald en verloren. In 1974 keerde Charleroi terug naar Eerste Klasse.
Vanaf dan nestelde de club zich voornamelijk in de middenmoot van het klassement. Een uitschieter was ongetwijfeld de finale van de Beker van België in 1978. Het team dat toen bestond uit namen als Chris Dekker, Jacques Van Welle, Charly Jacobs en Enver Hadžiabdić bereikte de finale, waarin het verloor van KSK Beveren. Het team van trainer Felix Week greep zo net naast een eerste trofee en Europees voetbal. Twee jaar later moesten de Carolo's wegens slechte resultaten weer onverbiddelijk naar Tweede Klasse. Vanaf dan zou Jean-Paul Spaute het voorzitterschap van de club op zich nemen en zijn Charleroi terug naar de hoogste regionen leiden.

### Weer naar eerste klasse
In 1985 eiste Charleroi via de eindronde in Tweede Klasse dan toch weer een plaats in de hoogste afdeling op. Die terugkeer had het te danken aan trainer André Colasse, gewezen speler van Sporting Charleroi. Pas terug in Eerste Klasse trok het team al meteen enkele talentvolle spelers aan. Zo werd Jacky Mathijssen de nieuwe doelman en maakte ook de jonge Philippe Albert zijn debuut. De club groeide uit tot een stabiele middenmoter. Het was pas midden jaren 90, onder het bewind van coach Robert Waseige, dat Charleroi zich ontpopte tot een waardige subtopper. Zo haalden de Zebra's in 1993 voor de tweede keer in de geschiedenis van de club de finale van de Beker van België. Maar net als in 1978 verloor Charleroi. Deze keer bleek het Standard van Arie Haan te sterk. Opnieuw geen Europees voetbal, maar daar kwam in 1994 verandering in. Waseige loodste zijn team naar de vierde plaats en veroverde zo een ticket voor de UEFA Cup. Het team bestond in die periode uit enkele bekende namen als Dante Brogno, Nebojša Malbaša, Marco Casto en ouderdomsdeken Raymond Mommens. Georges Leekens werd nadien de vervanger van Waseige, maar raakte met Charleroi niet verder dan de eerste ronde van de UEFA Cup.

### Euro 2000
Toen eind jaren '90 bekend raakte dat België en Nederland samen het Europees Kampioenschap zouden organiseren, kreeg het stadion van Charleroi een fikse opknapbeurt. Het Stade de Mambourg zoals het in die dagen heette, werd op 24 mei 1999 omgedoopt tot het Stade du Pays de Charleroi. Tijdens de groepsfase van Euro 2000 werd het stadion gebruikt voor wedstrijden van onder meer Engeland, Duitsland en Roemenië. Het stadion stond tijdens het EK enorm in de belangstelling. Toen Engeland het in de eerste ronde tegen Duitsland opnam, vreesde menig voetbalsupporter dat er rellen in en rond het stadion zouden uitbreken. Voordien was er trouwens nog geklaagd over de veiligheid van het stadion, want de tribunes waren volgens een veiligheidsonderzoek te steil en dus moeilijk bereikbaar voor de verscheidene ordediensten.

### Begin 21e eeuw
Na het EK streek Enzo Scifo neer in Charleroi. De gewezen Rode Duivel werd er eerst speler en nadien ook trainer. Hij was onder leiding van de nieuwe voorzitter, Abbas Bayat, naar Charleroi gehaald. Maar Scifo hield het al snel voor bekeken en zag hoe ook de seizoenen nadien de club onderaan in het klassement verzeilde. Tussendoor veranderde de club opnieuw van naam: Royal Sporting Club du Pays de Charleroi. Het bestuur haalde verscheidene oud-spelers en -trainers terug, in de hoop om de club terug naar de subtop te brengen. Maar pas toen ex-doelman Jacky Mathijssen trainer werd, keerde het tij. Hij behaalde in drie jaar tijd twee keer de vijfde plaats en maakte van Charleroi een te duchten tegenstander. Vooral in eigen huis was Charleroi een moeilijk te bekampen ploeg geworden. Mathijssen kreeg uiteindelijk een transfer naar Club Brugge te pakken en werd vervolgens door Abbas Bayat aan de deur gezet. Joseph Akpala, die in 2008 topschutter was geworden, volgde zijn trainer naar Brugge.
Vanaf dan ging de club er sportief gezien op achteruit. Voorzitter Abbas Bayat en manager Mogi Bayat haalden voortdurend de media. Vaak leefden ze in onmin met de KBVB, en ze staken hun ongezouten mening nooit onder stoelen of banken. De werkomstandigheden binnen de club werden door sommige spelers en leden van de trainersstaf aangeklaagd, maar er veranderde weinig. Zo stapte trainer Stéphane Demol in 2009 plots op. Zijn ontslag had hij aan het bestuur meegedeeld via een sms. Door het faillissement van Excelsior Moeskroen ontsnapten de buren van Charleroi op het einde van het seizoen aan de degradatie.

### Degradatie
Het seizoen 2010/11 begon voor Charleroi barslecht. De club bengelde opnieuw onderaan het klassement en trainer Jacky Mathijssen werd aan de deur gezet. Maar ook zijn opvolgers konden het tij niet meteen keren. Bovendien rommelde het ook in de bestuurskamer. Voorzitter Abbas Bayat ontsloeg de manager, zijn neef Mogi Bayat. Enkele maanden later werd er in de Profliga gestemd over de competitieformule voor 2011/12. Twaalf clubs, waaronder Charleroi, stemden voor een terugkeer naar 18 clubs in Eerste Klasse. De stemming zorgde voor een kloof tussen de vier grote clubs (Genk, Gent, Anderlecht en Club Brugge) en de overige clubs uit Eerste Klasse. Charleroi werd op hetzelfde ogenblik laatste in de competitie en werd verplicht om "play-downs" (play-offs om degradatie) tegen KAS Eupen te spelen. Charleroi verloor de play-downs en degradeerde terug naar Tweede Klasse. En hoewel Charleroi niet slecht aan de competitie begon, mocht trainer Jos Daerden reeds in september opstappen. Tibor Balog nam het roer over, won de tweede periodetitel maar mocht in februari ook beschikken. De Nederlander Dennis van Wijk werd aangenomen en hij loodste Charleroi naar de titel. Reeds op 14 april waren de Zebra's opnieuw zeker van eerste klasse.

### Terugkeer naar eerste klasse
Op 9 februari 2013 versloeg Charleroi Lierse SK met 1-0 dankzij een doelpunt van Giuseppe Rossini. Dankzij deze overwinning verzekerde de club zich van behoud in eerste klasse. Het volgende seizoen was net als het vorige ook een rustig seizoen. De club kende weinig problemen en draaide goed mee in de middenmoot. Het was intussen duidelijk dat Charleroi sterk uit de degradatie was gekomen sinds zijn terugkeer. Het daaropvolgende seizoen deed de club het zelfs nog beter en werd play off 1 gehaald. Uiteindelijk werd men vijfde en pakte de club nog eens sinds lang een Europees ticket. Charleroi werd na twee voorrondes wel uitgeschakeld het volgende seizoen. Verder speelde men tijdens het seizoen 2015/16 lange tijd mee voor opnieuw een plaats in play off 1, maar dat werd deze keer niet gehaald. In seizoen 2016/17 lukte dat weer wel. Uiteindelijk werd Charleroi vijfde, maar zonder Europees ticket.

## Erelijst
Belgisch landskampioen
tweede (1): 1968-69
Beker van België
tweede (2): 1978, 1993
Tweede klasse
kampioen (2): 1946-47, 2011-12
tweede (1): 1965-66
Derde klasse
kampioen (2): 1928-1929, 1936-1937
tweede (1): 1926-27
Individuele trofeeën
Topscorer (3)
René Thirifays (1948/49), Joseph Akpala (2007/08), Jérémy Perbet (2015/16)
Gouden schoen (1)
Pär Zetterberg (1993)

## Resultaten
| Seizoen                                                     | Klasse | Klasse | Klasse | Klasse | Klasse | Reeks                                     | Punten                                    | Opmerkingen |
|                                                             | I      | I      | II     | P.I    | P.II   |                                           |                                           | |
| ----------------------------------------------------------- | ------ | ------ | ------ | ------ | ------ | ----------------------------------------- | ----------------------------------------- | --- |
| Als Charleroi SC (Charleroi Sporting Club)                  |        |        |        |        |        |                                           |                                           | |
| 1905-24                                                     |        |        |        | ?      | ?      | Provinciale Afd.                          | ?                                         | |
| 1924/25                                                     |        |        | 11     |        |        | Bevordering A                             | 19                                        | |
| 1925/26                                                     |        |        |        | ?      |        | Provinciale Afd.                          | ?                                         | |
|                                                             | I      | I      | II     | III    | P.I    | Vanaf 1926/27 zijn er 3 nationale niveaus | Vanaf 1926/27 zijn er 3 nationale niveaus | Vanaf 1926/27 zijn er 3 nationale niveaus |
| 1926/27                                                     |        |        |        | 2      |        | Bevordering C                             | 35                                        | |
| 1927/28                                                     |        |        |        | 6      |        | Bevordering B                             | 33                                        | |
| Als R. Charleroi SC (Royal Charleroi Sporting Club)         |        |        |        |        |        |                                           |                                           | |
| 1928/29                                                     |        |        |        | 1      |        | Bevordering B                             | 44                                        | |
| 1929/30                                                     |        |        | 10     |        |        | Eerste Afdeling                           | 24                                        | |
| 1930/31                                                     |        |        | 9      |        |        | Eerste Afdeling                           | 26                                        | |
| 1931/32                                                     |        |        | 14     |        |        | Eerste Afdeling B                         | 16                                        | |
| 1932/33                                                     |        |        |        | 2      |        | Bevordering C                             | 35                                        | |
| 1933/34                                                     |        |        |        | 8      |        | Bevordering C                             | 25                                        | |
| 1934/35                                                     |        |        |        | 4      |        | Bevordering C                             | 28                                        | |
| 1935/36                                                     |        |        |        | 2      |        | Bevordering B                             | 48                                        | Eerste met evenveel punten als Olympic Charleroi. De testwedstrijd om de titel verloor Charleroi SC met 2-1.                                                |
| 1936/37                                                     |        |        |        | 1      |        | Bevordering A                             | 42                                        | |
| 1937/38                                                     |        |        | 7      |        |        | Eerste Afdeling A                         | 27                                        | |
| 1938/39                                                     |        |        | 5      |        |        | Eerste Afdeling A                         | 30                                        | |
| 1939/40                                                     |        |        |        |        |        |                                           |                                           | Door Wereldoorlog II werd geen volledige competitie afgewerkt.                                                                                              |
| 1940/41                                                     |        |        |        |        |        |                                           |                                           | Door Wereldoorlog II werd geen volledige competitie afgewerkt.                                                                                              |
| 1941/42                                                     |        |        | 5      |        |        | Eerste Afdeling B                         | 28                                        | |
| 1942/43                                                     |        |        | 4      |        |        | Eerste Afdeling B                         | 40                                        | |
| 1943/44                                                     |        |        | 5      |        |        | Eerste Afdeling A                         | 36                                        | |
| 1944/45                                                     |        |        |        |        |        |                                           |                                           | Door Wereldoorlog II werd geen volledige competitie afgewerkt.                                                                                              |
| 1945/46                                                     |        |        | 3      |        |        | Eerste Afdeling A                         | 44                                        | |
| 1946/47                                                     |        |        | 1      |        |        | Eerste Afdeling B                         | 53                                        | Kampioen in Eerste Afdeling B. |
| 1947/48                                                     | 14     | 14     |        |        |        | Ere Afdeling                              | 26                                        | |
| 1948/49                                                     | 4      | 4      |        |        |        | Ere Afdeling                              | 36                                        | |
| 1949/50                                                     | 11     | 11     |        |        |        | Ere Afdeling                              | 23                                        | |
| 1950/51                                                     | 11     | 11     |        |        |        | Ere Afdeling                              | 27                                        | |
| 1951/52                                                     | 14     | 14     |        |        |        | Ere Afdeling                              | 22                                        | |
|                                                             | I      | I      | II     | III    | IV     | Vanaf 1952/53 zijn er 4 nationale niveaus | Vanaf 1952/53 zijn er 4 nationale niveaus | Vanaf 1952/53 zijn er 4 nationale niveaus |
| 1952/53                                                     | 14     | 14     |        |        |        | Eerste Klasse                             | 24                                        | |
| 1953/54                                                     | 10     | 10     |        |        |        | Eerste Klasse                             | 28                                        | |
| 1954/55                                                     | 8      | 8      |        |        |        | Eerste Klasse                             | 30                                        | |
| 1955/56                                                     | 7      | 7      |        |        |        | Eerste Klasse                             | 31                                        | |
| 1956/57                                                     | 16     | 16     |        |        |        | Eerste Klasse                             | 17                                        | |
| 1957/58                                                     |        |        | 4      |        |        | Tweede Klasse                             | 35                                        | |
| 1958/59                                                     |        |        | 8      |        |        | Tweede Klasse                             | 32                                        | |
| 1959/60                                                     |        |        | 9      |        |        | Tweede Klasse                             | 29                                        | |
| 1960/61                                                     |        |        | 6      |        |        | Tweede Klasse                             | 35                                        | |
| 1961/62                                                     |        |        | 6      |        |        | Tweede Klasse                             | 33                                        | |
| 1962/63                                                     |        |        | 6      |        |        | Tweede Klasse                             | 33                                        | |
| 1963/64                                                     |        |        | 7      |        |        | Tweede Klasse                             | 31                                        | |
| 1964/65                                                     |        |        | 12     |        |        | Tweede Klasse                             | 28                                        | |
| 1965/66                                                     |        |        | 2      |        |        | Tweede Klasse                             | 37                                        | |
| 1966/67                                                     | 14     | 14     |        |        |        | Eerste Klasse                             | 25                                        | |
| 1967/68                                                     | 8      | 8      |        |        |        | Eerste Klasse                             | 27                                        | |
| 1968/69                                                     | 2      | 2      |        |        |        | Eerste Klasse                             | 40                                        | Charleroi SC wordt vicekampioen, het beste resultaat ooit van de club.                                                                                      |
| 1969/70                                                     | 9      | 9      |        |        |        | Eerste Klasse                             | 29                                        | |
| 1970/71                                                     | 15     | 15     |        |        |        | Eerste Klasse                             | 23                                        | |
| 1971/72                                                     |        |        | 3      |        |        | Tweede Klasse                             | 40                                        | |
| 1972/73                                                     |        |        | 3      |        |        | Tweede Klasse                             | 36                                        | |
| 1973/74                                                     |        |        | 14     |        |        | Tweede Klasse                             | 26                                        | Charleroi SC werd voorlaatste, maar omdat er extra plaatsen vrijkwamen in Eerste Klasse mocht Charleroi toch promoveren.                                    |
| 1974/75                                                     | 14     | 14     |        |        |        | Eerste Klasse                             | 33                                        | |
| 1975/76                                                     | 16     | 16     |        |        |        | Eerste Klasse                             | 27                                        | |
| 1976/77                                                     | 16     | 16     |        |        |        | Eerste Klasse                             | 25                                        | |
| 1977/78                                                     | 12     | 12     |        |        |        | Eerste Klasse                             | 29                                        | |
| 1978/79                                                     | 9      | 9      |        |        |        | Eerste Klasse                             | 33                                        | |
| 1979/80                                                     | 17     | 17     |        |        |        | Eerste Klasse                             | 22                                        | |
| 1980/81                                                     |        |        | 6      |        |        | Tweede Klasse                             | 32                                        | |
| 1981/82                                                     |        |        | 11     |        |        | Tweede Klasse                             | 25                                        | |
| 1982/83                                                     |        |        | 10     |        |        | Tweede Klasse                             | 29                                        | |
| 1983/84                                                     |        |        | 9      |        |        | Tweede Klasse                             | 30                                        | |
| 1984/85                                                     |        |        | 4      |        |        | Tweede Klasse                             | 35                                        | Charleroi SC haalde het in de eindronde van FC Winterslag, STVV en RC Mechelen.                                                                             |
| 1985/86                                                     | 12     | 12     |        |        |        | Eerste Klasse                             | 28                                        | |
| 1986/87                                                     | 7      | 7      |        |        |        | Eerste Klasse                             | 35                                        | |
| 1987/88                                                     | 8      | 8      |        |        |        | Eerste Klasse                             | 32                                        | |
| 1988/89                                                     | 11     | 11     |        |        |        | Eerste Klasse                             | 29                                        | |
| 1989/90                                                     | 14     | 14     |        |        |        | Eerste Klasse                             | 27                                        | |
| 1990/91                                                     | 8      | 8      |        |        |        | Eerste Klasse                             | 33                                        | |
| 1991/92                                                     | 13     | 13     |        |        |        | Eerste Klasse                             | 27                                        | |
| 1992/93                                                     | 7      | 7      |        |        |        | Eerste Klasse                             | 40                                        | |
| 1993/94                                                     | 4      | 4      |        |        |        | Eerste Klasse                             | 41                                        | |
| 1994/95                                                     | 13     | 13     |        |        |        | Eerste Klasse                             | 31                                        | |
| 1995/96                                                     | 7      | 7      |        |        |        | Eerste Klasse                             | 50                                        | |
| 1996/97                                                     | 13     | 13     |        |        |        | Eerste Klasse                             | 37                                        | |
| 1997/98                                                     | 13     | 13     |        |        |        | Eerste Klasse                             | 39                                        | |
| 1998/99                                                     | 14     | 14     |        |        |        | Eerste Klasse                             | 32                                        | |
| 1999/00                                                     | 16     | 16     |        |        |        | Eerste Klasse                             | 31                                        | |
| 2000/01                                                     | 9      | 9      |        |        |        | Eerste Klasse                             | 47                                        | |
| 2001/02                                                     | 12     | 12     |        |        |        | Eerste Klasse                             | 39                                        | |
| Als RSP de Charleroi (Royale Sporting du Pays de Charleroi) |        |        |        |        |        |                                           |                                           | |
| 2002/03                                                     | 16     | 16     |        |        |        | Eerste Klasse                             | 27                                        | |
| 2003/04                                                     | 15     | 15     |        |        |        | Eerste Klasse                             | 33                                        | |
| 2004/05                                                     | 5      | 5      |        |        |        | Eerste Klasse                             | 64                                        | |
| 2005/06                                                     | 11     | 11     |        |        |        | Eerste Klasse                             | 45                                        | |
| 2006/07                                                     | 5      | 5      |        |        |        | Eerste Klasse                             | 60                                        | |
| 2007/08                                                     | 8      | 8      |        |        |        | Eerste Klasse                             | 46                                        | |
| 2008/09                                                     | 12     | 12     |        |        |        | Eerste Klasse                             | 43                                        | |
| 2009/10                                                     | 13     | 13     |        |        |        | Eerste Klasse                             | 23                                        | In play-off II B eindigde Charleroi op de 4e plaats met 4 punten.                                                                                           |
| 2010/11                                                     | 16     | 16     |        |        |        | Eerste Klasse                             | 19                                        | Charleroi werd laatste en verloor in play-off III van KAS Eupen.                                                                                            |
| 2011/12                                                     |        |        | 1      |        |        | Tweede Klasse                             | 74                                        | |
| 2012/13                                                     | 11     | 11     |        |        |        | Eerste Klasse                             | 34                                        | In play-off II B eindigde Charleroi op de 3e plaats met 7 punten.                                                                                           |
| 2013/14                                                     | 10     | 10     |        |        |        | Eerste Klasse                             | 34                                        | In play-off II B eindigde Charleroi op de 2e plaats met 13 punten.                                                                                          |
| 2014/15                                                     | 5      | 5      |        |        |        | Eerste Klasse                             | 36                                        | Na barragewedstrijden tegen PO 2-winnaar KV Mechelen plaatste Charleroi zich voor de Europa League.                                                         |
| 2015/16                                                     | 8      | 8      |        |        |        | Eerste Klasse                             | 39                                        | Charleroi verloor in de barragewedstrijden om Europees voetbal van KRC Genk.                                                                                |
|                                                             | 1A     | 1B     | 1Am    | 2Am    | 3Am    |                                           |                                           | Vanaf 2016/17 zijn er 2 nationale niveaus |
| 2016/17                                                     | 5      |        |        |        |        | Eerste Klasse A                           | 35                                        | |
| 2017/18                                                     | 6      |        |        |        |        | Eerste Klasse A                           | 34                                        | |
| 2018/19                                                     | 9      |        |        |        |        | Eerste Klasse A                           | 42                                        | |
| 2019/20                                                     | 3      |        |        |        |        | Eerste Klasse A                           | 54                                        | competitie beëindigd na 29 speeldagen wegens de coronacrisis; toen stond Charleroi op de 3e plaats met 54 punten.                                           |
| 2020/21                                                     | 13     |        |        |        |        | Eerste Klasse A                           | 42                                        | |
| 2021/22                                                     | 6      |        |        |        |        | Eerste Klasse A                           | 54                                        | |
| 2022/23                                                     | 9      |        |        |        |        | Eerste Klasse A                           | 48                                        | |
| 2023/24                                                     | 13     |        |        |        |        | Eerste Klasse A                           | 45                                        | In de Relegation play-offs eindigde het op de eerste plaats                                                                                                 |
| 2024/25                                                     | 10     |        |        |        |        | Eerste Klasse A                           | 37                                        | In de Europa play-offs eindigde het op de eerste plaats, en het won ook de testwedstrijd voor een plaats in de UEFA Europa Conference League tegen Antwerp. |
| 2025/26                                                     |        |        |        |        |        | Eerste Klasse A                           |                                           | |

## Resultaten in grafiek 1953-heden
| 14 |

| 10 |

| 8 |

| 7 |

| 16 |

| 4 |

| 8 |

| 9 |

| 6 |

| 6 |

| 6 |

| 7 |

| 12 |

| 2 |

| 14 |

| 8 |

| 2 |

| 9 |

| 15 |

| 3 |

| 3 |

| 14 |

| 14 |

| 16 |

| 16 |

| 12 |

| 9 |

| 17 |

| 6 |

| 11 |

| 10 |

| 9 |

| 4 |

| 12 |

| 7 |

| 8 |

| 11 |

| 14 |

| 8 |

| 13 |

| 7 |

| 4 |

| 13 |

| 7 |

| 13 |

| 13 |

| 14 |

| 16 |

| 9 |

| 12 |

| 16 |

| 15 |

| 5 |

| 11 |

| 5 |

| 8 |

| 12 |

| 13 |

| 16 |

| 1 |

| 11 |

| 10 |

| 5 |

| 8 |

| 5 |

| 6 |

| 9 |

| 3 |

| 13 |

| 6 |

| 9 |

| 13 |

| 10 |

| Eerste klasse   | Tweede klasse          | Eerste klasse A        |
| Eerste klasse B | Eerste klasse amateurs | Tweede klasse amateurs |

### Charleroi in Europa
#Q = #kwalificatieronde, #R = #ronde, Groep = groepsfase, T/U = Thuis/Uit, W = Wedstrijd, PUC = punten UEFA coëfficiënten .
Uitslagen vanuit gezichtspunt Charleroi
| Seizoen | Competitie           | Ronde         | Land                 | Club             | Totaalscore | 1e W       | 2e W         | PUC |
| ------- | -------------------- | ------------- | -------------------- | ---------------- | ----------- | ---------- | ------------ | --- |
| 1969/70 | Jaarbeursstedenbeker | 1R            | Vlag van Joegoslavië | NK Zagreb        | 5-2         | 2-1 (T)    | 3-1 (U)      | 6.0 |
|         |                      | 2R            | Vlag van Frankrijk   | FC Rouen         | 3-3 u       | 3-1 (T)    | 0-2 (U)      | 6.0 |
| 1994/95 | UEFA Cup             | 1R            | Vlag van Roemenië    | Rapid Boekarest  | 2-3         | 0-2 (U)    | 2-1 (T)      | 2.0 |
| 1995    | Intertoto Cup        | Groep 10      | Vlag van Israël      | Beitar Jeruzalem | 1-0         | 1-0 (U)    | 0.0          |     |
|         |                      | Groep 10      | Vlag van Turkije     | Bursaspor        | 0-2         | 0-2 (T)    | 0.0          |     |
|         |                      | Groep 10      | Vlag van Slowakije   | 1.FC Košice      | 2-3         | 2-3 (U)    | 0.0          |     |
|         |                      | Groep 10 (3e) | Vlag van Engeland    | Wimbledon FC     | 3-0         | 3-0 (T)    | 0.0          |     |
| 1996    | Intertoto Cup        | Groep 4       | Vlag van Denemarken  | Silkeborg IF     | 2-4         | 2-4 (T)    |              | 0.0 |
|         |                      | Groep 4       | Vlag van Wales       | Conwy United FC  | 0-0         | 0-0 (U)    |              | 0.0 |
|         |                      | Groep 4       | Vlag van Polen       | Zagłębie Lubin   | 0-0         | 0-0 (T)    |              | 0.0 |
|         |                      | Groep 4 (3e)  | Vlag van Oostenrijk  | SV Ried          | 3-1         | 3-1 (U)    |              | 0.0 |
| 2005    | Intertoto Cup        | 2R            | Vlag van Finland     | Tampere United   | 0-1         | 0-1 (U)    | 0-0 (T)      | 0.0 |
| 2015/16 | Europa League        | 2Q            | Vlag van Israël      | Beitar Jeruzalem | 9-2         | 5-1 (T)    | 4-1 (U)      | 2.0 |
|         |                      | 3Q            | Vlag van Oekraïne    | Zorja Loehansk   | 0-5         | 0-2 (T)    | 0-3 (U)      | 2.0 |
| 2020/21 | Europa League        | 3Q            | Vlag van Servië      | FK Partizan      | 2-1         | 2-1 nv (T) |              | 2.0 |
|         |                      | PO            | Vlag van Polen       | Lech Poznań      | 1-2         | 1-2 (T)    |              | 2.0 |
| 2025/26 | Conference League    | 2Q            | Vlag van Zweden      | Hammarby IF      | 1-2         | 0-0 (U)    | 1-2 (nv) (T) | 0.5 |

Totaal aantal punten voor UEFA coëfficiënten: 12.5

## Seizoen 2024/25

### Spelerskern
| No.           | Naam                  | Nationaliteit | Geb.datum   | Vorige club            |
| ------------- | --------------------- | ------------- | ----------- | ---------------------- |
| Keepers       |                       |               |             |                        |
| 30            | Mohamed Koné          | Ivoorkust     | 07/03/2002  | Le Havre AC            |
| 33            | Théo Defourny         | België        | 25/04/1992  | RWD Molenbeek          |
| 55            | Martin Delavallée     | België        | 18/03/2004  | Excel Moeskroen        |
| 60            | Nicolas Closset       | België        | 10/07/2004  | Eigen jeugd            |
| Verdedigers   |                       |               |             |                        |
| 3             | Kevin Van Den Kerkhof | Algerije      | 14/03/1996  | FC Metz                |
| 21            | Stelios Andreou       | Cyprus        | 24/07/2002  | Olympiakos Nicosia     |
| 24            | Mardochee Nzita       | België        | 24/02/2000  | Beerschot VA           |
| 29            | Žan Rogelj            | Slovenië      | 25/11/1999  | WSG Tirol              |
| 32            | Mehdi Boukamir        | België        | 26/01/2004  | eigen jeugd            |
| 95            | Check Keita           | Frankrijk     | 02/04/2003  | Stade de Reims         |
| 98            | Jeremy Petris         | Frankrijk     | 28/01/1998  | Levski Sofia           |
| Middenvelders |                       |               |             |                        |
| 5             | Etienne Camara        | Frankrijk     | 30/03/2003  | Udinese                |
| 6             | Adem Zorgane          | Algerije      | 06/01/2000  | Paradou AC             |
| 8             | Parfait Guiagon       | Ivoorkust     | 22/02//2001 | Maccabi Tel Aviv       |
| 18            | Daan Heymans          | België        | 15/06/1999  | Venezia FC             |
| 22            | Yacine Titraoui       | Algerije      | 26/07/2003  | Paradou AC             |
| 56            | Amine Boukamir        | Marokko       | 23/10/2006  | Eigen jeugd            |
| 66            | Noam Mayoka-Tika      | België        | 02/11/2003  | Olympique de Marseille |
| 70            | Flavio Da Silva       | Frankrijk     | 04/03/2001  | Eigen jeugd            |
| Aanvallers    |                       |               |             |                        |
| 7             | Isaac Mbenza          | België        | 08/03/1996  | Qatar SC               |
| 9             | Oday Dabbagh          | Palestina     | 03/12/1998  | FC Arouca              |
| 10            | Youssouph Badji       | Senegal       | 20/12/2001  | Club Brugge            |
| 13            | Nadhir Benbouali      | Algerije      | 17/04/2000  | Paradou AC             |
| 17            | Antoine Bernier       | België        | 10/09/1997  | RFC Seraing            |
| 19            | Nikola Štulić         | Servië        | 08/09/2001  | Radnički Niš           |
| 28            | Raymond Asante        | Ghana         | 27/05/2004  | Udinese                |
| 80            | Youssuf Sylla         | België        | 19/12/2002  | Zulte Waregem          |

### Technische staf
| Naam             | Nationaliteit | Functie             | Sinds      | Vorige club  |
| ---------------- | ------------- | ------------------- | ---------- | ------------ |
| Rik De Mil       | België        | Hoofdtrainer        | 22/03/2024 | KVC Westerlo |
| Rudi Cossey      | België        | Assistent-trainer   | 01/07/2022 | Antwerp FC   |
| Cédric Berthelin | Frankrijk     | Keeperstrainer      | 01/07/2019 | KV Kortrijk  |
| Rudger Van Snick | België        | Performance Manager | 01/07/2024 | KVC Westerlo |

## Transferrecords

### Top 10 duurste verkopen
|    | Naam speler        | Naar club        | Prijs (milj. EUR) | Jaar |
| -- | ------------------ | ---------------- | ----------------- | ---- |
| 1  | Victor Osimhen     | Lille OSC        | 22,4              | 2019 |
| 2  | Shamar Nicholson   | Spartak Moskou   | 9,0               | 2021 |
| 3  | Maxime Busi        | Parma Calcio     | 6,9               | 2020 |
| 4  | Núrio Fortuna      | AA Gent          | 6,0               | 2021 |
| 4  | Cristian Benavente | Pyramids FC      | 6,0               | 2019 |
| 5  | Kaveh Rezaei       | Club Brugge      | 5,0               | 2018 |
| 5  | Dodi Lukebakio     | Watford FC       | 5,0               | 2017 |
| 6  | Neeskens Kebano    | Racing Genk      | 4,0               | 2015 |
| 7  | Joseph Akpala      | Club Brugge      | 3,0               | 2008 |
| 8  | Dorian Dessoleil   | Antwerp FC       | 2,5               | 2021 |
| 8  | Damien Marcq       | AA Gent          | 2,5               | 2017 |
| 9  | Adlène Guédioura   | Wolverhampton FC | 2,3               | 2011 |
| 10 | David Pollet       | RSC Anderlecht   | 2,25              | 2013 |
| 10 | Christian Negouai  | RSC Anderlecht   | 2,25              | 2001 |

- Bron: transfermarkt.nl - laatst bijgewerkt: 17/01/2022

### Top 5 duurste aankopen
|   | Naam speler        | Van club       | Prijs (milj. EUR) | Jaar |
| - | ------------------ | -------------- | ----------------- | ---- |
| 1 | Victor Osimhen     | VfL Wolfsburg  | 3,5               | 2019 |
| 2 | Dodi Lukebakio     | RSC Anderlecht | 2,6               | 2017 |
| 3 | Adem Zorgane       | Paradou AC     | 2,0               | 2021 |
| 4 | Ryota Morioka      | RSC Anderlecht | 1,5               | 2019 |
| 4 | Shamar Nicholson   | NK Domžale     | 1,5               | 2019 |
| 5 | Jules Van Cleemput | KV Mechelen    | 1,0               | 2021 |

- Bron: transfermarkt.nl - laatst bijgewerkt: 17/01/2022

## Bekende ex-spelers
Belgen
- Philippe Albert
- Georget Bertoncello
- Roberto Bisconti
- Dante Brogno
- Toni Brogno
- Alexandre Czerniatynski
- Grégory Dufer
- Régis Genaux
- Jules Henriet
- Laurent Ciman
- Roger Henrotay
- Charly Jacobs
- Onur Kaya
- David Pollet ()
- Jacky Mathijssen
- Raymond Mommens
- Olivier Renard
- Enzo Scifo
- Thierry Siquet
- Jean-Paul Spaute
- François Sterchele
- Daniel Van Buyten
- Philippe Vande Walle
- Eric Van Meir

 Fransen
- Sébastien Chabaud
- Michaël Ciani
- Bertrand Laquait
- Laurent Macquet
- Nicolas Penneteau
- Cyril Théréau

Overige
- Joseph Akpala
- Tibor Balog
- Bobby Böhmer
- Rodion Camataru
- Dante
- Chris Dekker
- Victor Ikpeba
- Ibrahim Kargbo
- Nasredine Kraouche
- Adekanmi Olufade
- Serhij Serebrennikov
- Pär Zetterberg

## Records
Grootse thuisoverwinning
20 december 2014 : Charleroi SC - SK Lierse (6-0)
Grootste uitoverwinning
19 december 2021 : KAS Eupen - Charleroi SC (0-4)
Grootste thuisnederlaag
12 mei 2001 : Charleroi SC - Sint-Truiden VV (1-7)
Grootste uitnederlaag
25 januari 1976 : KSV Waregem - Charleroi SC (9-1)

### Spelers met de meest gespeelde wedstrijden
|    | Naam              | Nationaliteit | Periode   | Wedstrijden |
| -- | ----------------- | ------------- | --------- | ----------- |
| 1  | Mahamoudou Keré   | Burkina Faso  | 1998-2010 | 325         |
| 2  | Frank Defays      | België        | 1999-2009 | 308         |
| 2  | Raymond Mommens   | België        | 1986-1997 | 309         |
| 3  | Dante Brogno      | België        | 1986-2001 | 303         |
| 3  | Francisco Martos  | Spanje        | 2011-2019 | 303         |
| 4  | Roch Gérard       | België        | 1989-2000 | 239         |
| 5  | Nicolas Penneteau | Frankrijk     | 2014-2021 | 230         |
| 6  | Dorian Dessoleil  | België        | 2012-2021 | 203         |
| 7  | Bertrand Laquait  | Frankrijk     | 2002-2009 | 202         |
| 8  | Michel Rasquin    | België        | 1990-1997 | 201         |
| 9  | Christophe Diandy | Senegal       | 2012-2021 | 197         |
| 10 | Raymond Mommens   | België        | 1986-1997 | 196         |

### Spelers met de meeste doelpunten
|    | Naam                     | Nationaliteit | Periode   | Doelpunten |
| -- | ------------------------ | ------------- | --------- | ---------- |
| 1  | Dante Brogno             | België        | 1986-2001 | 104        |
| 2  | Nebosja Malbasa          | Servië        | 1991-1995 | 46         |
| 3  | Kaveh Rezaei             | Iran          | 2017-2021 | 41         |
| 4  | Jérémy Perbet            | Frankrijk     | 2007-2021 | 40         |
| 5  | Jean-Jacques Missé-Missé | Kameroen      | 1993-1996 | 39         |
| 6  | David Pollet             | Frankrijk     | 2013-2018 | 34         |
| 7  | Shamar Nicholson         | Jamaica       | 2019-2021 | 31         |
| 8  | Cristian Benavente       | Peru          | 2016-2021 | 29         |
| 9  | Mamadou Fall             | Senegal       | 2013-2021 | 28         |
| 9  | Sergio Rojas             | Argentinië    | 1999-2002 | 28         |
| 10 | Joseph Akpala            | Nigeria       | 2005-2008 | 27         |

### Overall topschutters per seizoen
| Seizoen | Speler                   | Goals |  | Seizoen | Speler                    | Goals |  | Seizoen | Speler                        | Goals |
| ------- | ------------------------ | ----- |  | ------- | ------------------------- | ----- |  | ------- | ----------------------------- | ----- |
| ...     | ...                      | ...   |  | 2002/03 | Eduardo                   | 14    |  | 2015/16 | Jérémy Perbet                 | 25    |
| 1990/91 | Marc Wuyts               | 7     |  | 2003/04 | Gregory Dufer             | 10    |  | 2016/17 | David Pollet                  | 8     |
| 1991/92 | Marc Wuyts               | 4     |  | 2004/05 | Toni Brogno               | 11    |  | 2017/18 | Kaveh Rezaei                  | 16    |
| 1992/93 | Nebojša Malbaša          | 23    |  | 2005/06 | François Sterchele        | 11    |  | 2018/19 | Victor Osimhen                | 20    |
| 1993/94 | Nebojša Malbaša          | 21    |  | 2006/07 | Izzet Akgül Jérémy Perbet | 9     |  | 2019/20 | Kaveh Rezaei                  | 14    |
| 1994/95 | Jean-Jacques Missé-Missé | 13    |  | 2007/08 | Joseph Akpala             | 19    |  | 2020/21 | Mamadou Fall Shamar Nicholson | 10    |
| 1995/96 | Jean-Jacques Missé-Missé | 11    |  | 2008/09 | Habib Habibou             | 10    |  | 2021/22 | Shamar Nicholson              | 13    |
| 1996/97 | Toni Brogno              | 9     |  | 2009/10 | Cyril Théréau             | 13    |  | 2022/23 | Daan Heymans                  | 7     |
| 1997/98 | Toni Brogno              | 13    |  | 2010/11 | Hernán Losada             | 6     |  |         |                               |       |
| 1998/99 | Toni Brogno              | 9     |  | 2011/12 | Harlem Gnohéré            | 18    |  |         |                               |       |
| 1999/00 | Toni Brogno              | 14    |  | 2012/13 | Giuseppe Rossini          | 7     |  |         |                               |       |
| 2000/01 | Toni Brogno              | 11    |  | 2013/14 | David Pollet              | 11    |  |         |                               |       |
| 2001/02 | Darko Pivaljevic         | 9     |  | 2014/15 | Neeskens Kebano           | 13    |  |         |                               |       |

- Doelpunten in de Competitie, Beker van België en Europa League samengeteld.

## Aanvoerders
- ????-1997:  Raymond Mommens
- 1997-2001:  Dante Brogno
- 2001-2003:  Frank Defays
- 2019–2021:  Dorian Dessoleil
- 2021–heden:  Marco Ilaimaharitra

## Eerste doelman
| Seizoen | Speler                |  | Seizoen | Speler             |  | Seizoen | Speler            |
| ------- | --------------------- |  | ------- | ------------------ |  | ------- | ----------------- |
| ...     | ...                   |  | 2002/03 | Ištvan Dudaš       |  | 2015/16 | Nicolas Penneteau |
| 1990/91 | Ranko Stojic          |  | 2003/04 | Bertrand Laquait   |  | 2016/17 | Nicolas Penneteau |
| 1991/92 | Ranko Stojic          |  | 2004/05 | Bertrand Laquait   |  | 2017/18 | Nicolas Penneteau |
| 1992/93 | István Gulyás         |  | 2005/06 | Bertrand Laquait   |  | 2018/19 | Nicolas Penneteau |
| 1993/94 | Peter Kerremans       |  | 2006/07 | Patrice Luzi       |  | 2019/20 | Nicolas Penneteau |
| 1994/95 | István Gulyás         |  | 2007/08 | Bertrand Laquait   |  | 2020/21 | Nicolas Penneteau |
| 1995/96 | Franky Frans          |  | 2008/09 | Bertrand Laquait   |  | 2021/22 | Hervé Koffi       |
| 1996/97 | Zsolt Petry           |  | 2009/10 | Sébastien Chabbert |  | 2022/23 | Hervé Koffi       |
| 1997/98 | Franky Frans          |  | 2010/11 | Cyprien Baguette   |  | 2023/24 | Hervé Koffi       |
| 1998/99 | Franky Frans          |  | 2011/12 | Stéphane Coqu      |  |         |                   |
| 1999/00 | Jean-François Lecomte |  | 2012/13 | Parfait Mandanda   |  |         |                   |
| 2000/01 | Ištvan Dudaš          |  | 2013/14 | Parfait Mandanda   |  |         |                   |
| 2001/02 | Ištvan Dudaš          |  | 2014/15 | Nicolas Penneteau  |  |         |                   |

## Voorzitters
- 1904-1906:  Louis Bernus
- 1906-1908:  Henri Hens
- 1908-1910:  Louis Bernus
- 1910-1925:  Firmin Bridoux
- 1925-1945:  Edouard Falony
- 1944-1947:  Jean Everard
- 1947-1951:  Louis Close
- 1951-1957:  Alfred Brichard
- 1957-1958:  Louis Close
- 1958-1969:  Hector Malvaux
- 1969-1974:  André Kolp
- 1974-1978:  Pierre Burlet
- 1978-1982:  Philippe Cuvelier
- 1982–1999:  Jean-Paul Spaute
- 2000–2012:  Abbas Bayat
- 2012–heden:  Fabien Debecq